# لحظة ضعف (فلم)
لحظة ضعف هو فيلم مصري من إنتاج سنة 1981، بطولة صلاح ذو الفقار ونيللي وحسين فهمي، من تأليف محمود أبو زيد وإخراج سيد طنطاوي.

## القصة
يثور عبد الغفار على زوجته سنية عندما يكتشف أن سحر ليست ابنته، وإنما نتيجة علاقة آثمة لسنية قبل زواجها منه، تموت سنية ويسيء عبد الغفار معاملة سحر التي تسافر إلى اليونان لتعيش مع خالتها وهناك تتعرف على شريف الذي يعرض عليها الزواج فتعترف له بحقيقتها فيتمسك بها ويعودان إلى مصر، يتضح أن عبد الغفار قد كلف شريف بمهمة إعادة سحر بعد أن تندم ويقتنع أنها ضحية، يطلب شريف من عبد الغفار أن يتكتم مهمته عن سحر ويبارك زواجهما.

## طاقم التمثيل
- صلاح ذو الفقار في دور عبد الغفار لطفي
- نيللي في دور سنية/سحر
- حسين فهمي في دور شريف فريد
- سهير البابلي في دور لولا
- تغريد عبد الحميد في دور شفاعات
- سلامه إلياس في دور خليل حمدي المحامي
- قدرية كامل في دور أم شفاعات
- لمياء يسري: الطفلة سحر
- عبد المنعم النمر في دور سيد

## روابط خارجية
- مقالات تستعمل روابط فنية بلا صلة مع ويكي بيانات